# إصابة الرأس النافذة
إصابة الرأس النافذة أو إصابة الرأس المفتوحة هي إصابة في الرأس يتم فيها اختراق الأم الجافية وهي الطبقة الخارجية للسحايا. يمكن أن تحدث الإصابة النافذة بسبب مقذوفات عالية السرعة أو أشياء ذات سرعة أقل مثل السكاكين أو شظايا عظمية من كسر في الجمجمة يتم دفعها إلى الدماغ، تعتبر إصابات الرأس الناتجة عن الصدمات المخترقة حالات طوارئ طبية خطيرة وقد تسبب إعاقة دائمة وقد تؤدي إلى الوفاة.
تحتوي إصابة الرأس النافذة على «جرح يخرق فيه جسم ما الجمجمة ولكنه لا يخرج منها»، بينما في المقابل فإن إصابة الرأس الثاقية هي عبارة عن «جرح يمر فيه الجسم عبر الرأس ويترك جرح المخرج».

## السبب

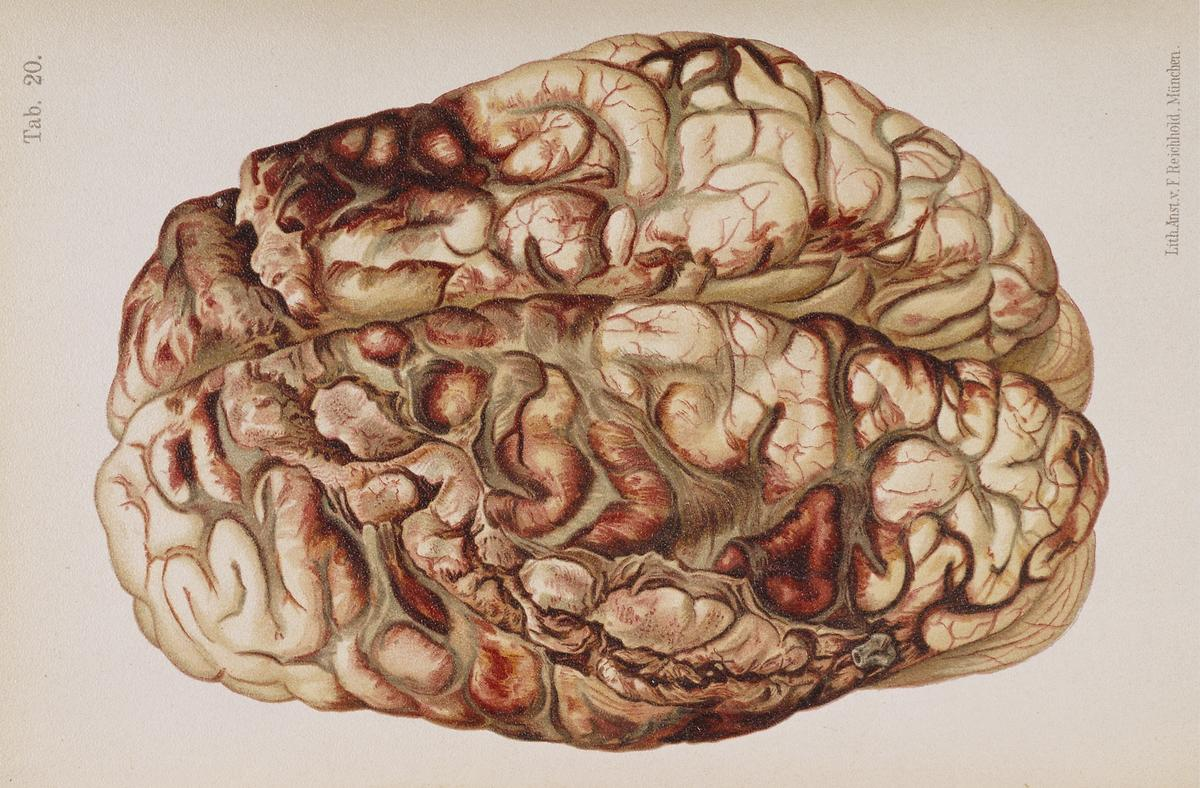
رسم توضيحي للدماغ بعد الإصابة بعيار ناري «مطَوَّق» يوضح نمط الإصابة الناجمة عن مسار الرصاصة.

عند حدوث الإصابة النافذة بسبب المقذوفات عالية السرعة تحدث الإصابات ليس فقط من التمزق الأول وسحق أنسجة المخ بواسطة القذيفة ولكن أيضًا من التجويف الذي يتكون لاحقًا، تُحدث الأجسام عالية السرعة دورانًا ويمكن أن تخلق موجة صادمة تسبب إصابات تمدد وتشكِّل فجوة قطرها أكبر بثلاث إلى أربع مرات من المقذوف نفسه. يتم أيضًا تشكيل تجويف مؤقت نابض بواسطة المقذوف عالي السرعة ويمكن أن يكون قطره أكبر بمقدار 30 مرة من قطر المقذوف، على الرغم من أن هذا التجويف يتقلص في الحجم بمجرد انتهاء القوة لكن الأنسجة التي تم ضغطها أثناء تكوين التجويف تظل مصابة. قد يتم إخراج أنسجة المخ المدمَرة من جروح الدخول أو الخروج أو يتم جمعها على جوانب التجويف الذي شكله المقذوف.
بينما تسبب الأجسام منخفضة السرعة عادةً إصابات اختراق في مناطق عظام الجمجمة الصدغية أو الأسطح الحجاجية، حيث تكون العظام أرق وبالتالي أكثر عرضة للكسر. يقتصر الضرر الناتج عن إصابات النفاذ ذات السرعة المنخفضة على مسار الجرح الذي سببته الطعنة، لأن الجسم ذي السرعة المنخفضة لا ينتج عنه تجويف كبير، ومع ذلك فإن الأجسام النافذة منخفضة السرعة قد ترتد داخل الجمجمة وتستمر في إحداث ضرر إلى أن تتوقف عن الحركة.

## الفيزيولوجيا المرضية
بالرغم من أنه من المرجح أن تتسبب الإصابة في حدوث العدوى إلا أن الصدمة المخترقة تشبه إصابة الرأس المغلقة مثل الرضة الدماغية أو النزف داخل القحف، وكما هو الحال في إصابة الرأس المغلقة فمن المرجح أن يزداد الضغط داخل الجمجمة بسبب التورم أو النزيف، مما قد يؤدي إلى سحق أنسجة المخ الحساسة، تحدث معظم الوفيات الناجمة عن الصدمات المخترقة بسبب تلف الأوعية الدموية، والذي يمكن أن يؤدي إلى ورم دموي داخل الجمجمة ونقص التروية، والذي يمكن أن يؤدي بدوره إلى سلسلة كيميائية حيوية تسمى الشلال الإقفاري. غالبًا ما تكون الإصابة في اختراق الصدمة الدماغية بؤرية (أي أنها تؤثر على منطقة معينة من الأنسجة).
أظهرت الدراسات التي أجريت مع التصوير المقطعي بالإصدار البوزيتروني وتصوير دوبلر عبر الجمجمة أن التغيرات في تدفق الدم في المخ مثل: نقص تدفق الدم والتشنج الوعائي يمكن أن تحدث نتيجة لإصابة نافذة في الرأس، يمكن أن تستمر هذه التغييرات لمدة أسبوعين، قد يتبع شلال إقفاري مشابه لمسار الأحداث الخلوية والأيضية التي تتبع إصابات الرأس الأخرى إصابات الرأس النافذة، وفي بعض الأحيان عند الإصابات النافذة يطلق الدماغ الثرومبوبلاستين مما قد يؤدي إلى مشاكل في تخثر الدم.
بالرغم من أن إصابة الرأس الكليلة لا تشكل خطر حدوث صدمة بسبب النزيف لكن إصابة الرأس النافذة تفعل ذلك.

## التشخيص والعلاج

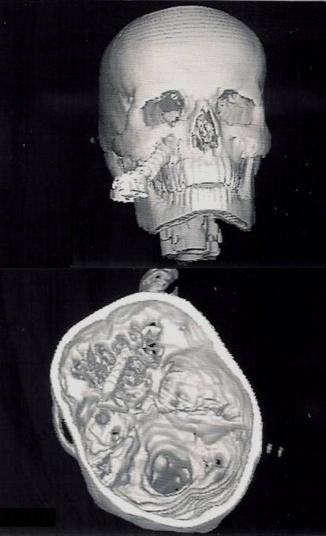
تصوير مقطعي ثلاثي الأبعاد يوضح إصابة نافذة في الرأس بواسطة مفك براغي

يتم تقييم الشخص المصاب بإصابة نافذة في الرأس باستخدام الأشعة السينية أو التصوير المقطعي المحوسب أو التصوير بالرنين المغناطيسي (لا يمكن استخدام التصوير بالرنين المغناطيسي إلا عندما لا يكون الجسم النافذ مغناطيسيًا، لأن التصوير بالرنين المغناطيسي يستخدم المغناطيسية ويمكن أن يؤدي ذلك إلى حركة الجسم مما قد يتسبب في إصابة أخرى).
قد يكون هناك حاجة لإجراء الجراحة من أجل الإنضار أو إصلاح الضرر أو للتخفيف من الضغط العالي داخل الجمجمة، يتم مراقبة الضغط داخل الجمجمة وتُبذَل المحاولات لإبقائه ضمن النطاقات الطبيعية، ويتم أيضا إعطاء السوائل عن طريق الوريد وتُبذَل الجهود للحفاظ على ارتفاع مستويات الأكسجين في الدم.

## مآل المرض
تميل الإصابات ذات السرعة القصوى إلى أن يكون لها أسوأ الأضرار المصاحبة، فقد وجدت دراسة نُشرت في عام 1991 والتي قامت بتوثيق 314 شخصًا تعرضوا لإصابات نافذة في الجمجمة ناجمة عن إصابات بطلقات نارية أن 73% ماتوا متأثرين بإصاباتهم في مكان الحادث، وتوفي 19% آخرون لاحقًا، مما يشير إلى أن إجمالي الوفيات كان بمعدل 92٪. والإصابات الثاقبة للجمجمة يكون لها تشخيص أسوأ.
يمكن أن تتسبب إصابة الرأس النافذة في ضعف أو فقدان القدرات التي تتحكم بها أجزاء الدماغ التالفة كما في المثال المشهور لعامل السكة الحديد فينس غيج، والذي يبدو أن شخصيته قد تغيرت (وإن لم يكن بشكل كبير كما هو موصوف عادةً) بعد أن عانى من إصابة نافذة في الفص الجبهي من الدماغ.
الأشخاص الذين يعانون من نزيف تحت العنكبوتية أو توسع حدقة العين أو ضيق النفس أو انخفاض ضغط الدم أو تشنج الأوعية الدماغية هم الأكثر عرضة لنتائج أسوأ، قد يعاني الأشخاص المصابون بصدمة نافذة في الرأس من مضاعفات مثل متلازمة الضائقة التنفسية الحادة والتخثر المنتشر داخل الأوعية والوذمة الرئوية العصبية، كما يُصاب ما يصل إلى 50% من المرضى الذين يعانون من إصابات نافذة بالصرع بعد الصدمة.